# Cuatro bretonas
Cuatro bretonas o Danza de cuatro bretonas (en francés Les quatre Bretonnes o La danse de quatre Bretonnes) es un cuadro de Paul Gauguin hecho en 1886. Pertenece a la Bayerische Staatsgemäldesammlungen (colección estatal bávara de pinturas) y está en depósito en la Neue Pinakothek de Múnich. Se conoce por la referencia núm. 201 del catálogo de Wildenstein de 1964, y núm. 237 del catálogo de Daniel Wildenstein de 2001 (W.201/W.237).

## Descripción
La obra muestra cuatro campesinas, con vestidos tradicionales y cofias típicas de Pont-Aven, que están hablando junto a una valla, tres de ellas en primer plano y la cuarta se encuentra detrás de la valla. Al fondo un hombre está labrando la tierra y unas ocas pastan alrededor.
Llama la atención la colocación de las cuatro mujeres que recuerdan las bailarinas de Degas. Nombrada la pintura, inicialmente como Las Bretonnes, se incluyó en el catálogo de Wildenstein con el título de la Danza de cuatro bretonas. Pero la interpretación de una danza ha sido muy discutida. Sólo es posible si el espacio indefinido entre las mujeres se ve como el suelo en lugar de una valla. La única actitud de movimiento la puede sugerir la mujer de la derecha, pero también se puede ver como una posición medio agachada con el brazo derecho apoyado en la valla y con la mano izquierda agarrándose el talón del zueco. En la edición revisada del catálogo por Daniel Wildenstein (2001), se sustituye el título por Bretonnes causante (Bretonas charlando).
La confusión con una danza, ha llevado a menudo a confundir el cuadro con La Ronde des Petits Bretonnes(1888).

## Datación
En la esquina de abajo a la izquierda se encuentra una inscripción «P. Gauguin 86»
Gauguin hizo varios bocetos preliminares al final de su primera estancia en la Bretaña (de junio a septiembre de 1886). No se sabe si el cuadro lo pintó en Pont-Aven, o en París a finales de año. Incluso se ha sugerido que podría ser de la segunda estancia en la Bretaña, en 1888.
Después de estar expuesto en la galería Diot de la calle Laffitte, fue vendido el 22 de octubre de 1888 por su marchante Theo van Gogh al coleccionista francés Dupuis por 600 francos.

## Composición
Gauguin había realizado estudios a lápiz de cada una de las cuatro figuras. La composición se caracteriza por las figuras planas, sin relieve ni perspectiva. El grupo de mujeres casi ocupan todo el espacio buscando un efecto monumental, un modelo que Gauguin seguiría usando en composiciones posteriores adquiriendo un estilo decorativo.

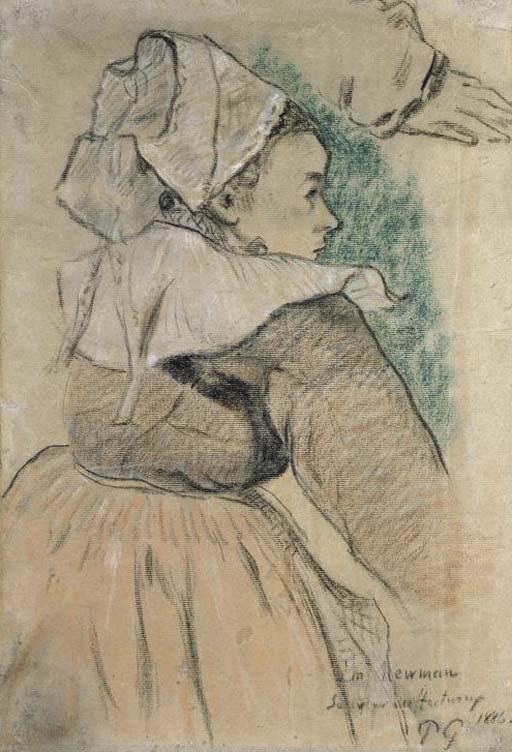
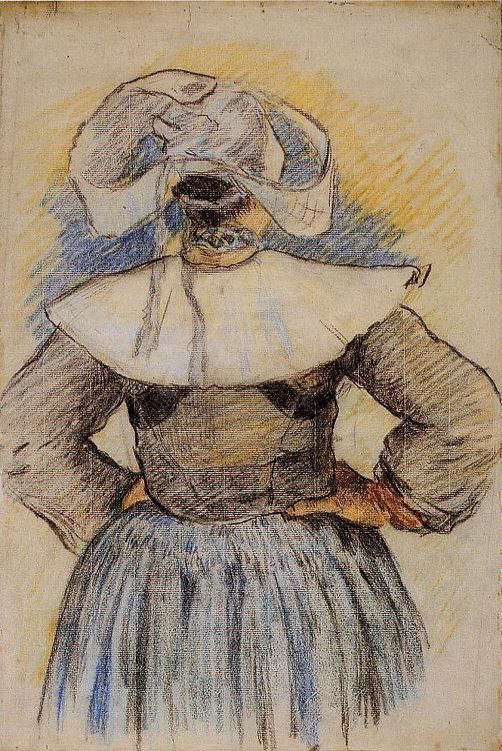
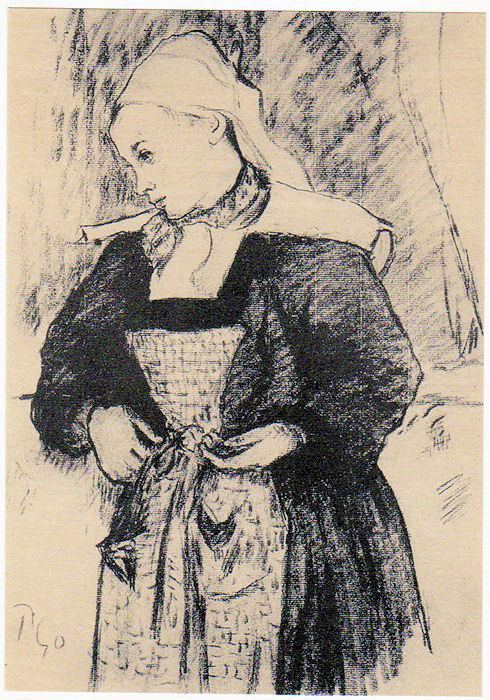
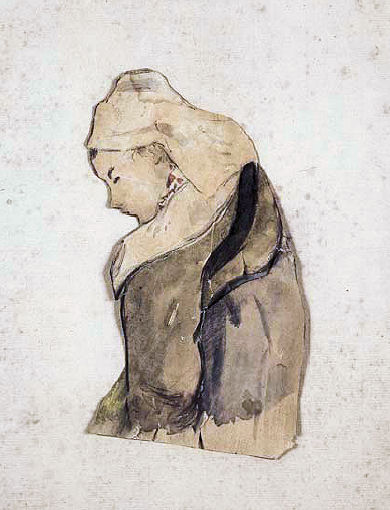

El cuadro está considerado como una de las obras clave en la evolución artística de Gauguin en Bretaña que culminó con La visión tras el sermón. Los colores y la técnica son similares a las pinceladas impresionistas de Pissarro y de sus obras anteriores. Pero esta influencia no es continua en todo el cuadro y tiene más peso el equilibrio estático que la sensación de movimiento impresionista. Gauguin empieza a incorporar zonas de color plano, especialmente en la falda roja de la izquierda y en el sobrio blanco de las cofias y cuellos. Estos colores toman un papel más destacado que los tonos suaves y naturales anteriores, mostrando el camino de evolución desde el impresionismo al sintetismo o simbolismo. Además, las figuras tienen una línea perfilada de contorno, sobre todo en los rostros, que denota una preocupación por el dibujo y que acabará denominándose cloisonismo por la similitud con la técnica de los vitrales.
La coincidencia de cuatro ocas y cuatro bretonas hace pensar en la expresión francesa oie blanche que se aplica a una chica que ha recibido una educación pudibunda y es muy cándida o necia.